# Купер Тауншип (округ Клірфілд, Пенсільванія)
Купер Тауншип (англ. Cooper Township) — селище (англ. township) в США, в окрузі Клірфілд штату Пенсільванія. Населення — 2594 особи (2020).

## Демографія
Згідно з переписом 2010 року, у селищі мешкали 2704 особи в 1068 домогосподарствах у складі 769 родин. Було 1255 помешкань
Расовий склад населення:
| - 99,5 % — білих - 0,1 % — корінних американців - 0,1 % — чорних або афроамериканців |

До двох чи більше рас належало 0,3 %. Частка іспаномовних становила 0,2 % від усіх жителів.
За віковим діапазоном населення розподілялося таким чином: 22,2 % — особи молодші 18 років, 62,3 % — особи у віці 18—64 років, 15,5 % — особи у віці 65 років та старші. Медіана віку мешканця становила 42,0 року. На 100 осіб жіночої статі у селищі припадало 101,8 чоловіків;  на 100 жінок у віці від 18 років та старших — 99,2 чоловіків також старших 18 років.
Середній дохід на одне домашнє господарство  становив 55 791 долар США (медіана — 50 645), а середній дохід на одну сім'ю — 61 853 долари (медіана — 55 737). Медіана доходів становила 40 357 доларів для чоловіків та 27 480 доларів для жінок. За межею бідності перебувало 14,8 % осіб, у тому числі 30,8 % дітей у віці до 18 років та 7,6 % осіб у віці 65 років та старших.
Цивільне працевлаштоване населення становило 1136 осіб. Основні галузі зайнятості: освіта, охорона здоров'я та соціальна допомога — 17,9 %, роздрібна торгівля — 17,5 %, виробництво — 14,8 %.